# Ärkeängeln Mikaels kyrka, Belgorod
Ärkeängeln Mikaels kyrka (ryska: Церковь Михаила Архангела; translitteration: Tserkov Mihaila Arhangela) är en rysk-ortodox kyrkobyggnad belägen i staden Belgorod, i Belgorod oblast, i den västra delen av europeiska Ryssland.
Kyrkan är helgad åt ärkeängeln Mikael och tillhör det rysk-ortodoxa stiftet Belgorods stift.

## Historik
Ärkeängeln Mikaels kyrka i Belgorod byggdes år 1844.

## Kyrkan

### Exteriör
- Kyrkan är byggd i klassicistisk stil.[1]

### Inventarier
- Ikonostasen är från 1800-talet och byggd i barockstil.[2][3][1]
- Kyrkan har två altare.[2][1][3]